# Teucrium fruticans
El teucri fruticós (Teucrium fruticans) és un arbust perennifoli bastant gran de fins a 1,5 (2) metres d'alçada. A vegades el podem trobar subespontani, encara que als Països Catalans, concretament a la zona de Girona, seria una espècie introduïda. Sembla, però que a Catalunya del Nord seria espontània. La seva floració és del març al juny.

## Descripció
Presenta flors hermafrodites, És una espècie molt apreciada pel bestiar i per això normalment presenta un port arran del terra i semiesfèric. Les tiges presenten un creixement erecte en sòls humits i en canvi, en sòls més secs creixen d'una manera més tortuosa. el tipus d'escorça és de color gris. A les branques s'hi poden observar pèls curts i blancs. Les fulles són ovades a lanceolades, agudes o obtuses amb el marge sencer o lobulat. Presenten un pecíol curt i la disposició al voltant de les branques és oposada. En llocs més aviat secs i amb bestiar que se les mengi poden tenir una consistència una mica coriàcia. glabra i de color blanquinós al revers. Les flors generalment solitàries, de mida gran i axil·lars. El Calze és campanulat acabat amb 5 sèpals llargament triangulars glabres verds per dins i blanquinosos per fora. La corol·la pot presentar gran varietat de colors, pot ser blanc blavosa, rosa, lila o violeta pàlid amb els lòbuls desiguals amb el terminal sent molt més gran.

## Distribució i hàbitat
Sembla una espècie indiferent al tipus de substrat i viu tant en boscos com en matollar o roquissars. La seva distribució és de tipus mediterrània occidental sent poc habitual al Nord d'Àfrica, Tunísia i Algèria. En canvi, al Marroc està àmpliament repartit arreu del nord i el centre tant a nivell del mar com fins a 2.200 m d'altitud. Es pot trobar en boscos esclerofil·les, matollars basòfils i acidòfils, també cultivada com ornamental.